# Fori Imperiali
I Fori Imperiali costituiscono una serie di cinque piazze monumentali edificate nel corso di un secolo e mezzo (tra il 46 a.C. e il 113 d.C.) nel cuore della città di Roma da parte di Giulio Cesare e degli imperatori Augusto, Vespasiano, Nerva e Traiano.
Di essi non fa invece parte il Foro Romano, ossia la vecchia piazza repubblicana, la cui prima sistemazione risale all'età regia (VI secolo a.C.) e che era stato per secoli il centro politico, religioso ed economico della città, ma che non ebbe mai un carattere unitario. Sotto Cesare e Augusto, la costruzione della Basilica Giulia e il rifacimento della Basilica Emilia, che delimitavano i lati lunghi della piazza, diedero tuttavia al Foro una certa regolarità.

## Planimetria
| Planimetria dei Fori Imperiali |
| --- |
| Porticus Curva Porticus Porphyretica Secretarium Senatus Aula della Forma Urbis Biblioteca "Tempio del Divo Romolo" Arco di Traiano Arco di Druso Arco di Germanico Porticus absidata Quadriga Statua equestre Foro di Traiano Mercati di Traiano Biblioteca Colonna traiana Basilica Ulpia Basilica Argentaria Tempio di Marte Ultore Tempio di Minerva Foro di Cesare Tempio di Venere Genitrice Atrium Libertatis Statua equestre Curia Iulia Basilica Emilia Foro di Nerva Foro di Augusto Tempio della Pace |

## Foro di Cesare (46 a.C.)

Resti del Foro di Cesare e del Tempio di Venere Genitrice

Giulio Cesare decise di costruire una grande piazza a suo nome, che fu inaugurata nel 46 a.C., probabilmente ancora incompleta, e fu terminata poi da Augusto.
A differenza del Foro Romano si trattava di un progetto unitario: una piazza con portici sui lati lunghi e con al centro del lato di fondo il tempio dedicato a Venere Genitrice, da cui Giulio Cesare si vantava di discendere attraverso Iulo, il progenitore della gens Iulia, figlio di Enea, a sua volta figlio della dea.
Cesare pagò di tasca propria i terreni sui quali il nuovo monumento doveva sorgere. Inoltre, essendo stato incaricato della ricostruzione della Curia, sede del Senato, dopo la sua distruzione in un incendio, ne fece modificare il tradizionale e rituale orientamento secondo i punti cardinali, in modo che invece si adattasse a quello del nuovo Foro.
La nuova piazza riprendeva il modello dei portici costruiti intorno ai templi che i più importanti ed influenti uomini politici dell'ultimo secolo della Repubblica erano andati edificando nella zona del Circo Flaminio e ne aveva i medesimi scopi di propaganda personale e di ricerca di consenso. La vicinanza al vecchio centro ne aumentava tuttavia l'effetto.

### La riscoperta
Lo scavo del Foro di Cesare avvenne tra il 1930 e il 1932, in occasione dell'apertura di via dei Fori Imperiali. Gli scavi riportarono alla luce la metà del complesso verso il Campidoglio, senza tuttavia comprendere il lato di ingresso verso il Foro di Nerva. Tre delle colonne del lato ovest del tempio di Venere Genitrice, sormontate dalla relativa trabeazione, vennero rialzate sul podio rimesso in luce, con blocchi originari e completamenti in mattoni. 
Prima degli scavi del foro di Cesare, era visibile solo un tratto della recinzione, all'interno di una cantina di un palazzo dei via delle Marmorelle.

## Foro di Augusto (2 a.C.)

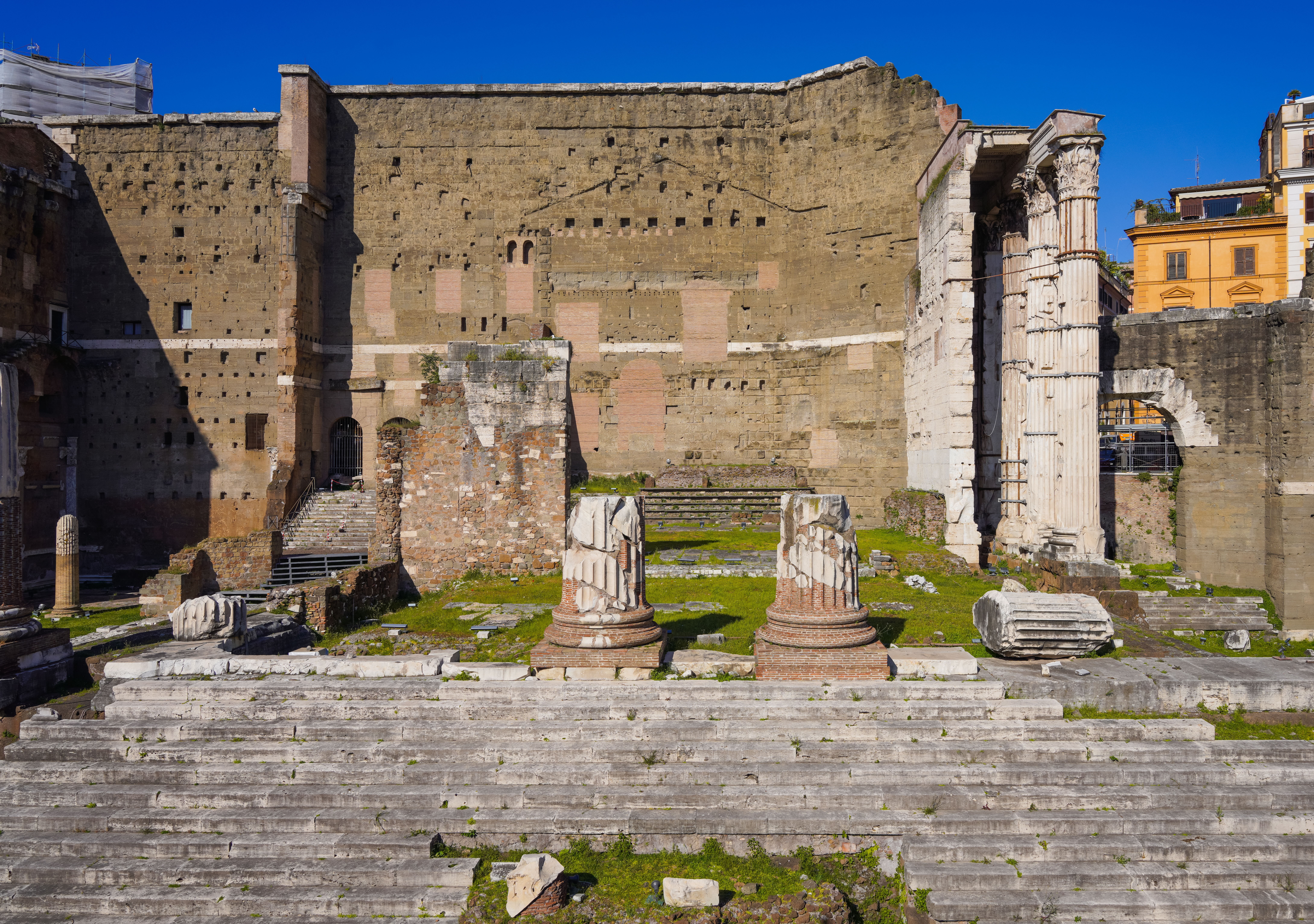
Resti del Foro di Augusto e del Tempio di Marte Ultore

Ottaviano aveva promesso in voto un tempio a Marte Ultore (ossia "Vendicatore") in occasione della battaglia di Filippi del 42 a.C., nella quale egli stesso e Marco Antonio avevano sconfitto gli uccisori di Cesare e dunque vendicato la sua morte. Il tempio venne effettivamente inaugurato solo dopo 40 anni, nel 2 a.C., inserito in una seconda piazza monumentale: il Foro di Augusto.
Rispetto al Foro di Cesare il nuovo complesso si disponeva ortogonalmente e il tempio di Marte si appoggiava ad un altissimo muro, tuttora conservato, che divideva il monumento dal popolare quartiere della Suburra. I portici che sorgevano sui lati lunghi, si aprivano alle spalle in ampie esedre (spazi semicircolari coperti), destinati ad ospitare le attività dei tribunali. Erano, inoltre, arricchiti da statue di personaggi reali e mitologici della storia di Roma e dei membri della famiglia Giulia, con iscrizioni che elencavano le loro imprese, e nelle nicchie centrali i gruppi di Enea e la statua di Romolo.
Anche in questo caso la costruzione del complesso fu legata alla propaganda del nuovo regime e tutta la sua decorazione celebra la nuova età dell'oro che si voleva inaugurata con il principato di Augusto.

### La riscoperta
Alcune parti del foro di Augusto, ossia metà di una delle absidi del recinto e alcune colonne del tempio di Marte Ultore, erano state nel 1888 liberate dagli edifici che le occultavano ed erano visibili in via Bonella.
Lo scavo completo avvenne nel 1932, in occasione dell'apertura di via dei Fori Imperiali.

## Tempio della Pace (75 d.C.)

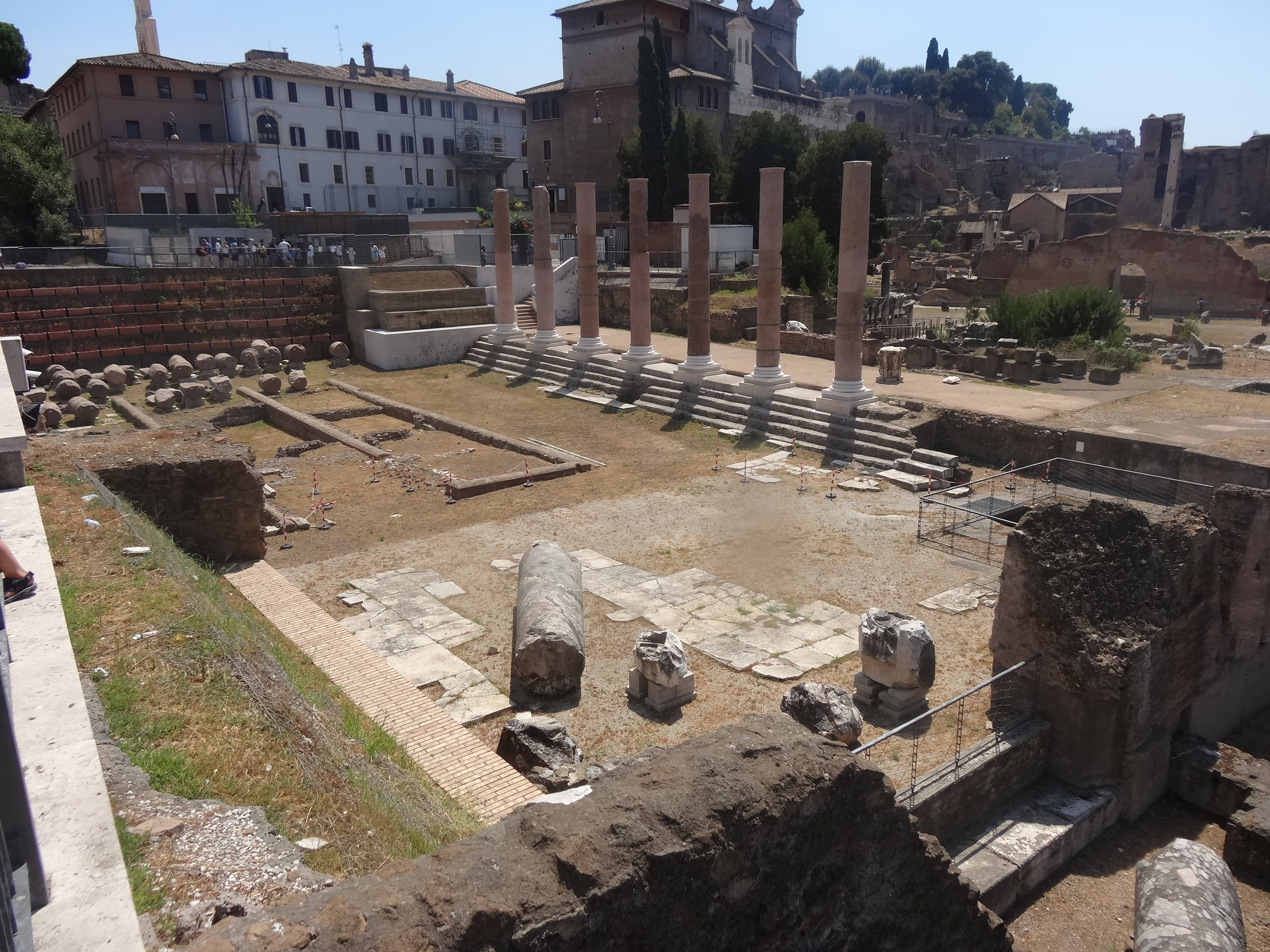
Resti del Tempio della Pace, angolo sud-ovest

Sotto l'imperatore Vespasiano venne costruita un'altra grande piazza, separata dal Foro di Augusto e da quello di Cesare dalla via dell'Argileto, che metteva in comunicazione il Foro Romano con la Suburra, e più spostata verso la Velia (in direzione del Colosseo). Questo complesso non era originariamente considerato uno dei Fori Imperiali: creato da Vespasiano come Tempio della Pace, solo dal IV secolo d.C. in poi se ne trova la denominazione come Foro della Pace o Foro di Vespasiano.
Anche la forma era differente: si trattava di un vasto quadrilatero circondato da portici, con il tempio inserito nel portico del lato di fondo. L'area centrale inoltre non era lastricata come una piazza forense, ma sistemata a giardino in terra battuta, con vasche d'acqua e basamenti per statue, che ne facevano un vero e proprio museo all'aperto.
Il monumento era stato edificato come celebrazione in seguito alla conquista di Gerusalemme durante il regno di Vespasiano. In seguito ad un incendio il complesso venne ricostruito almeno in parte in epoca severiana (inizi del III secolo d.C.): in particolare a quest'epoca risale la Forma Urbis Severiana, la pianta marmorea di Roma antica incisa sulle lastre di marmo che ne rivestivano la parete di uno degli ambienti, giunta parzialmente fino a noi.

### La riscoperta
Al contrario degli altri Fori Imperiali, il Tempio della Pace non era stato riportato alla luce durante l'apertura di via dei Fori Imperiali. Nel 2015 fu invece scavata una sua parte e alcune colonne del suo quadriportico furono ritrovate e furono oggetto di un intervento di anastilosi che ha permesso di rimetterle in piedi.

## Foro di Nerva (98 d.C.)

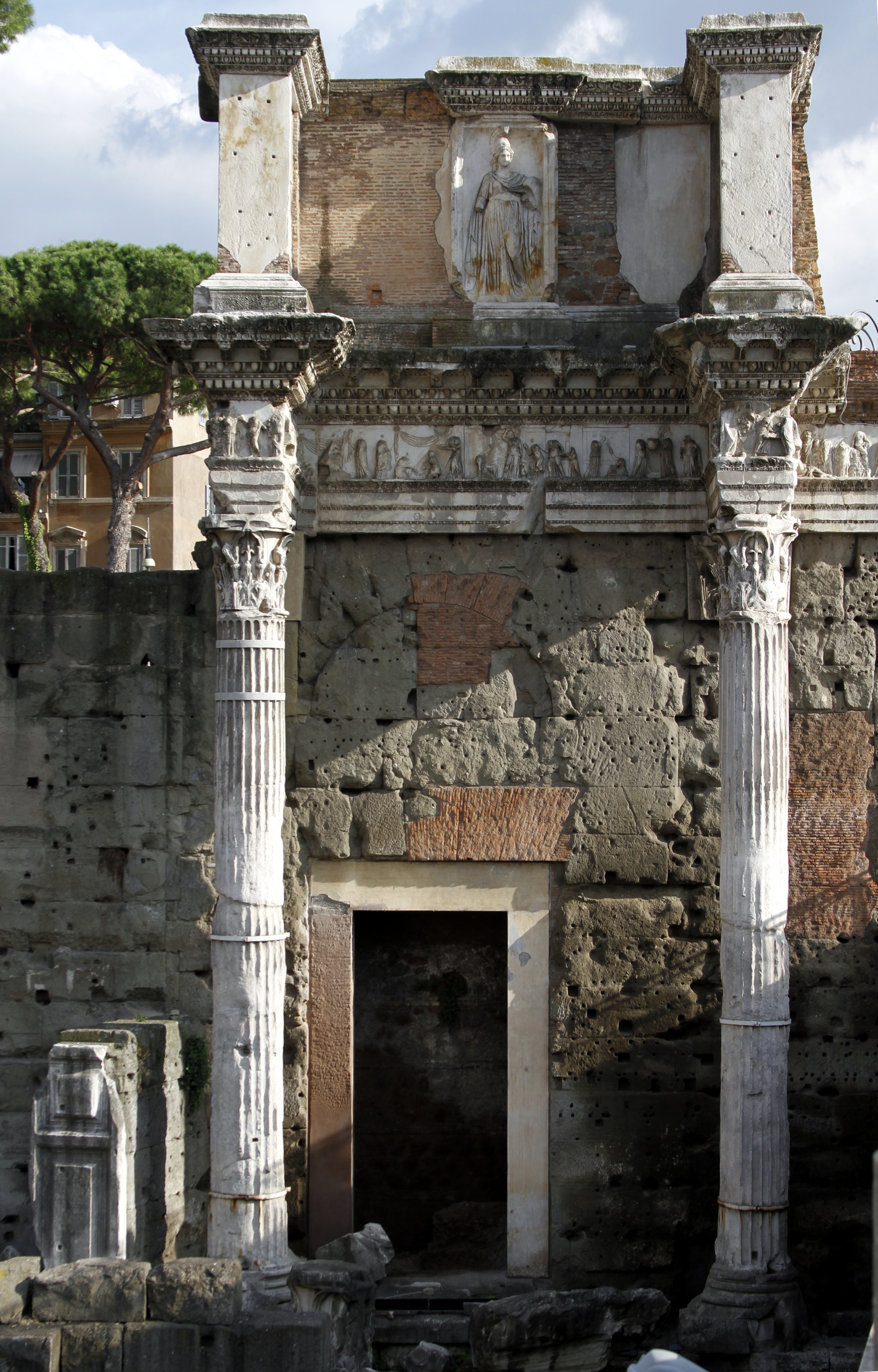
Le "Colonnacce" nel Foro di Nerva

Domiziano decise di unificare i complessi precedenti e nell'area irregolare rimasta libera tra il Tempio della Pace e i Fori di Cesare e di Augusto, fece edificare un'altra piazza monumentale che li metteva tutti in comunicazione tra loro.
Lo spazio obbligato, in parte occupato dalla sporgenza di una delle esedre del Foro di Augusto e nel quale doveva essere preservata la funzione di passaggio della via dell'Argileto, lo costrinsero a ridurre i portici laterali ad una semplice decorazione dei muri perimetrali. Il tempio dedicato alla dea Minerva (sua protettrice così come era stata protettrice del semidio Eracle) si addossò all'esterno dell'esedra del Foro di Augusto, mentre lo spazio rimanente era utilizzato per un ampio ingresso monumentale (la Porticus Absidata).
La morte di Domiziano in una congiura fece sì che il nuovo complesso, già quasi terminato, fosse inaugurato dal suo successore Nerva e che da questi prendesse il nome di Foro di Nerva.
È conosciuto tuttavia anche come Foro Transitorio, a causa della funzione di passaggio che aveva conservato sostituendosi all'Argileto.

### La riscoperta
La riscoperta del Foro di Nerva avvenne nel 1932, in occasione dell'apertura di via dei Fori Imperiali; prima di tale data, di tale foro non era visibile alcunché.

## Foro di Traiano (112-113 d.C.)

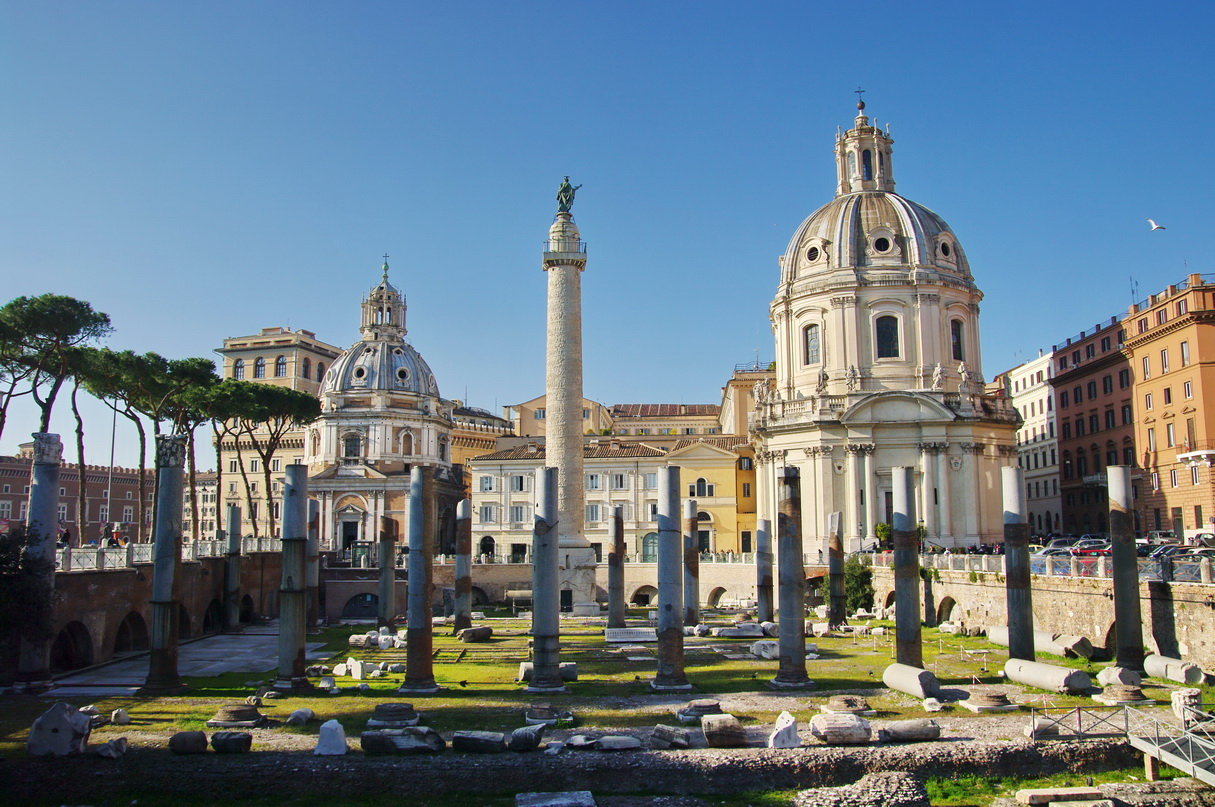
Resti del Foro di Traiano e della Basilica Ulpia

I progetti di Domiziano erano forse stati ancora più ambiziosi e forse già sotto il suo regno si erano iniziati i lavori di sbancamento della sella montuosa che collegava il Campidoglio con il Quirinale e chiudeva la valle dei Fori verso il Campo Marzio, in direzione dell'attuale piazza Venezia, limitando lo spazio a disposizione per ulteriori complessi monumentali.
Il progetto fu ripreso e completato da Traiano con la costruzione di un nuovo complesso a suo nome, realizzato con il bottino delle sue campagne di conquista della Dacia e la cui decorazione celebra le sue vittorie militari.
Già solo i lavori di preparazione furono imponenti: lo sbancamento della sella montuosa, necessario per trovare spazio al nuovo complesso, comportò la ricostruzione del tempio di Venere Genitrice e l'aggiunta della cosiddetta Basilica Argentaria nel Foro di Cesare, mentre il taglio operato sulle pendici del Quirinale venne sistemato con la costruzione del complesso in laterizio dei Mercati di Traiano.
La piazza forense era chiusa sul fondo dalla Basilica Ulpia, alle cui spalle sorse la Colonna di Traiano. Come nel Foro di Augusto i portici si aprivano sul fondo con delle ampie esedre. Sul lato opposto della Basilica una monumentale facciata faceva da sfondo alla colossale statua equestre dell'imperatore.

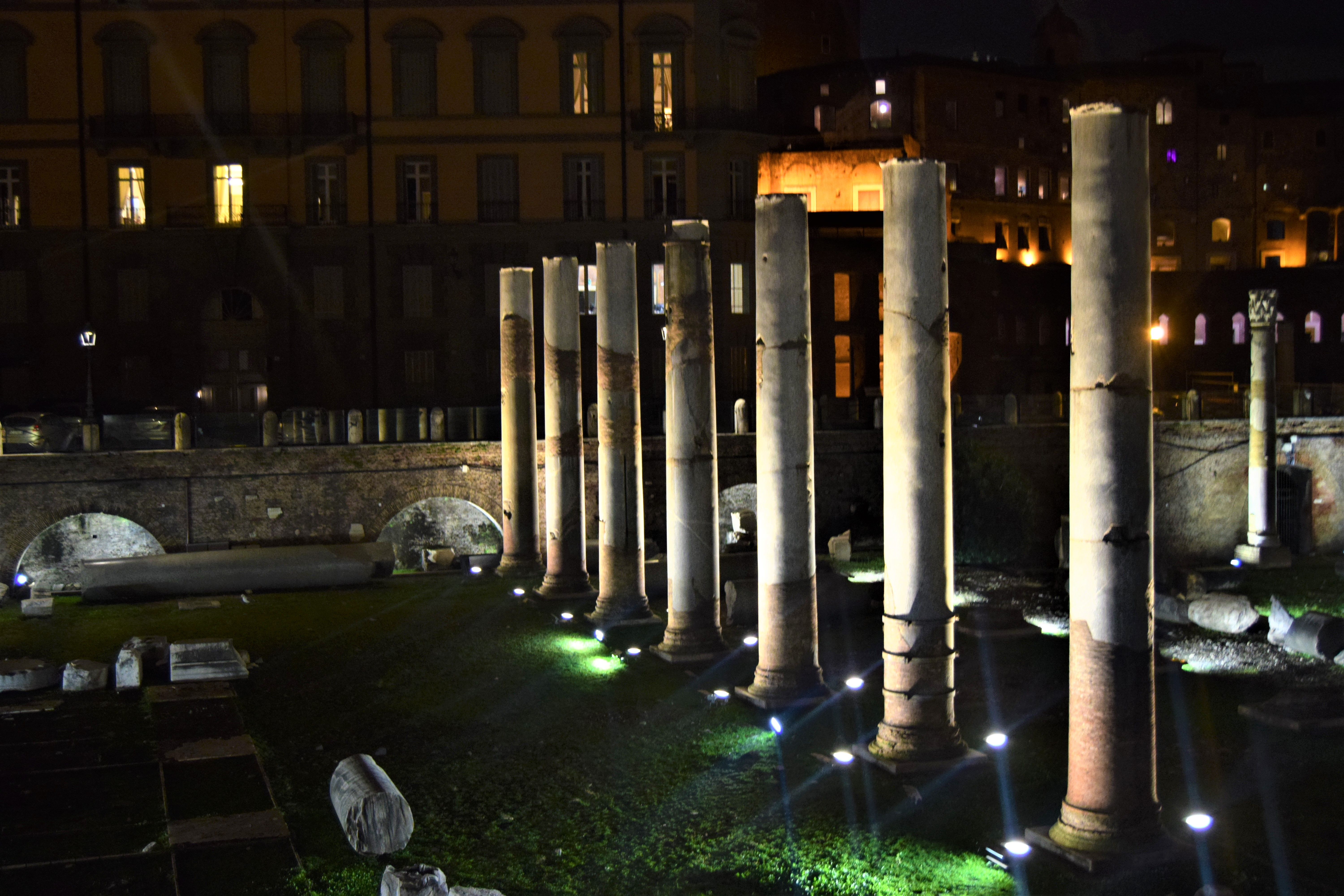
Visione notturna del Foro

### La riscoperta
Del foro di Traiano, sino all'inizio dell'Ottocento, era visibile solamente la Colonna Traiana, ma non la sua base. All'epoca dell'occupazione napoleonica, ad opera di Carlo Fea, fu riportata alla luce la zona circostante la Colonna Traiana e i resti della basilica Ulpia.
Fu solo nel 1932, in occasione dell'apertura di via dei Fori Imperiali, che la parte attualmente visibile del foro di Traiano venne scavata e sistemata.

## Età post-classica
Nonostante le alterazioni subite nel corso del tempo, i cinque fori mantennero intatte la loro conformazione e funzioni per tutta l'antichità; solo a partire dal periodo tardo antico (dal IV secolo in poi), gli spazi furono trasformati e destinati a funzioni diverse rispetto a quelle per le quali essi erano stati costruiti. Dal VI secolo in poi, i fori furono gradualmente abbandonati e smantellati per recuperarne i materiali edilizi: tale processo poteva dirsi concluso entro l'anno 1000.
L'area fu interessata nel Medioevo dal sorgere di abitazioni, chiese e monasteri, fino alla radicale trasformazione voluta, alla fine del XVI secolo, dal cardinale Michele Bonelli che vi realizzò il quartiere denominato "Alessandrino". Il Foro Romano, invece, fu adibito a pascolo, prendendo il nome di "Campo Vaccino".

## Galleria d'immagini

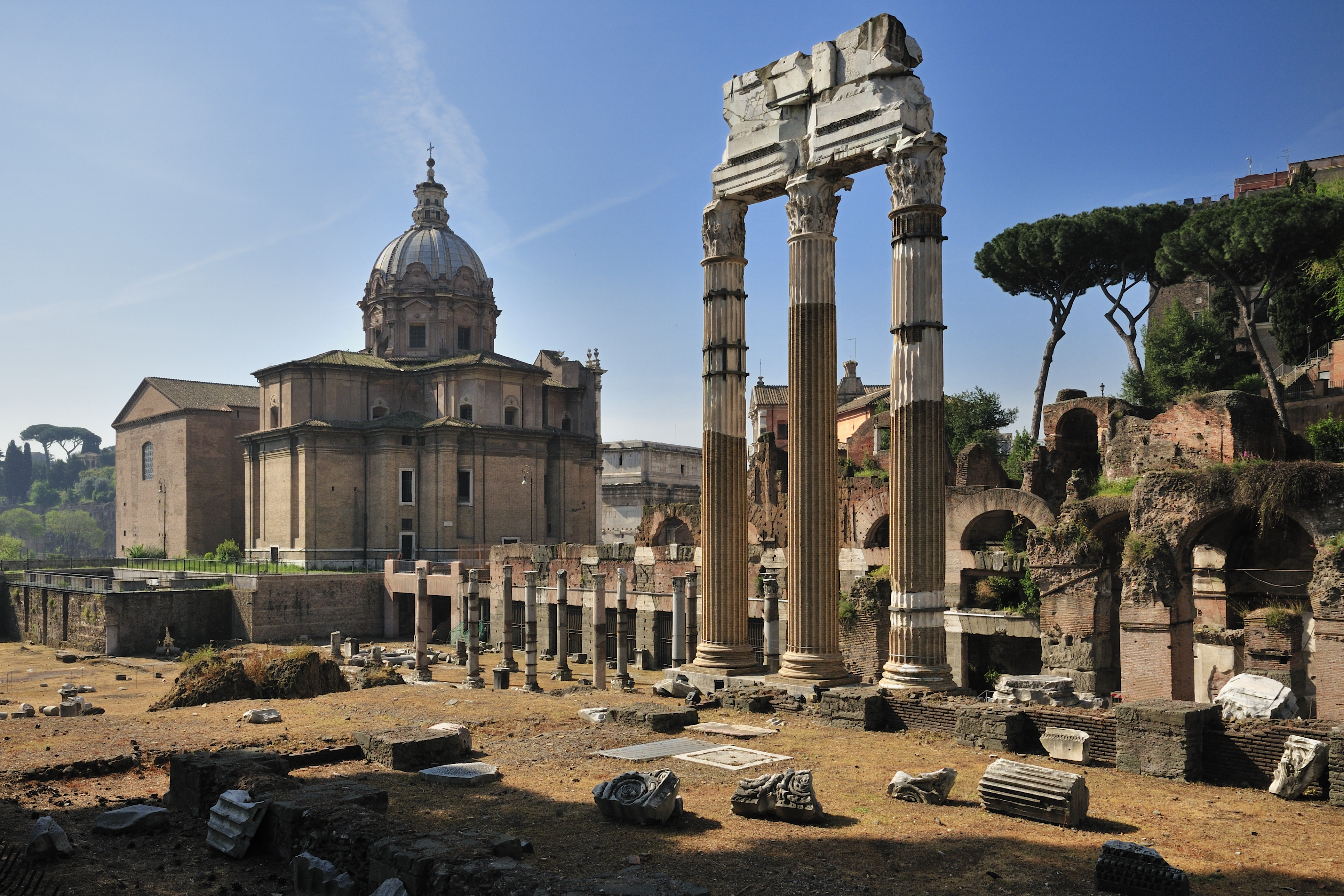
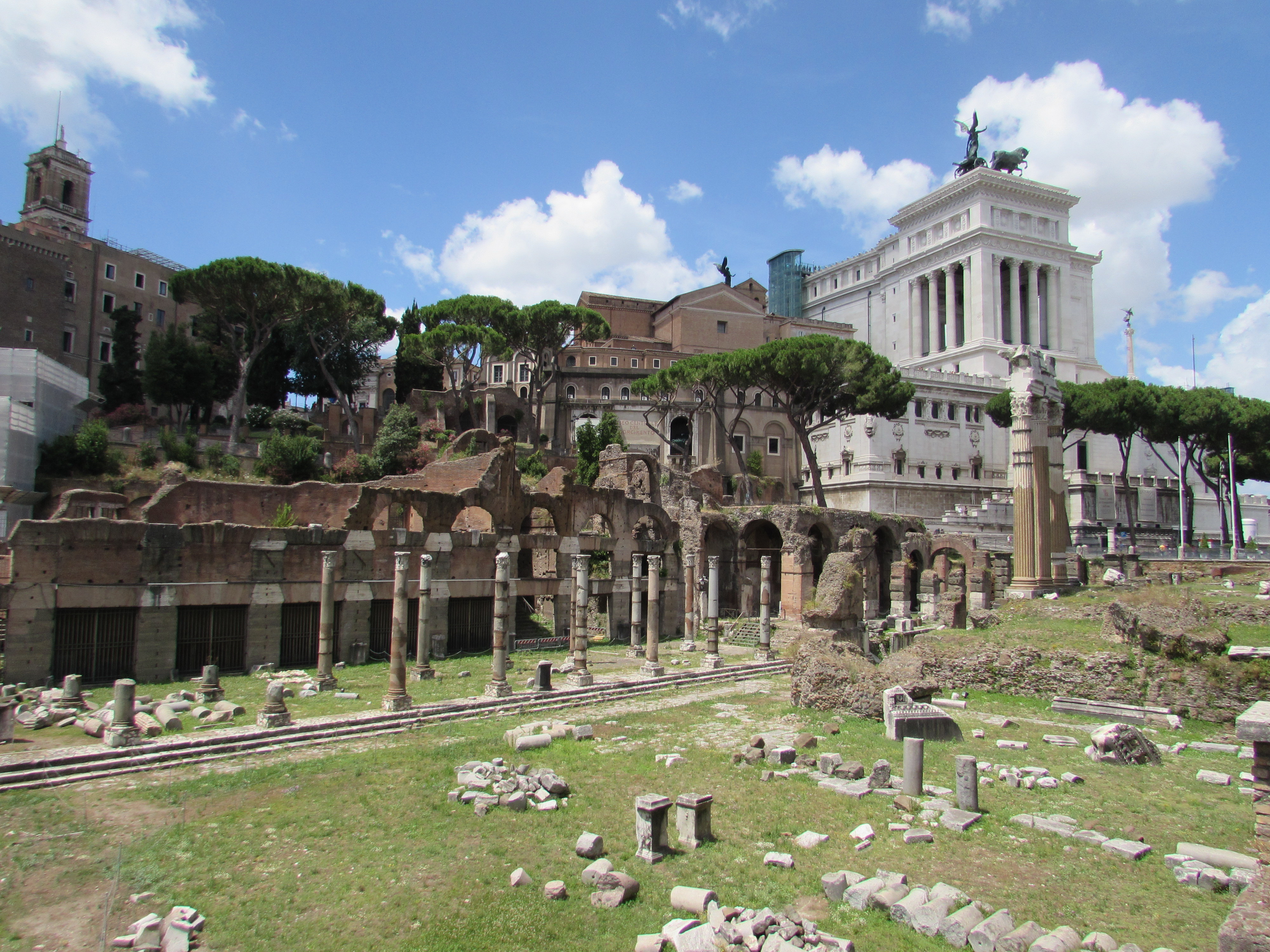
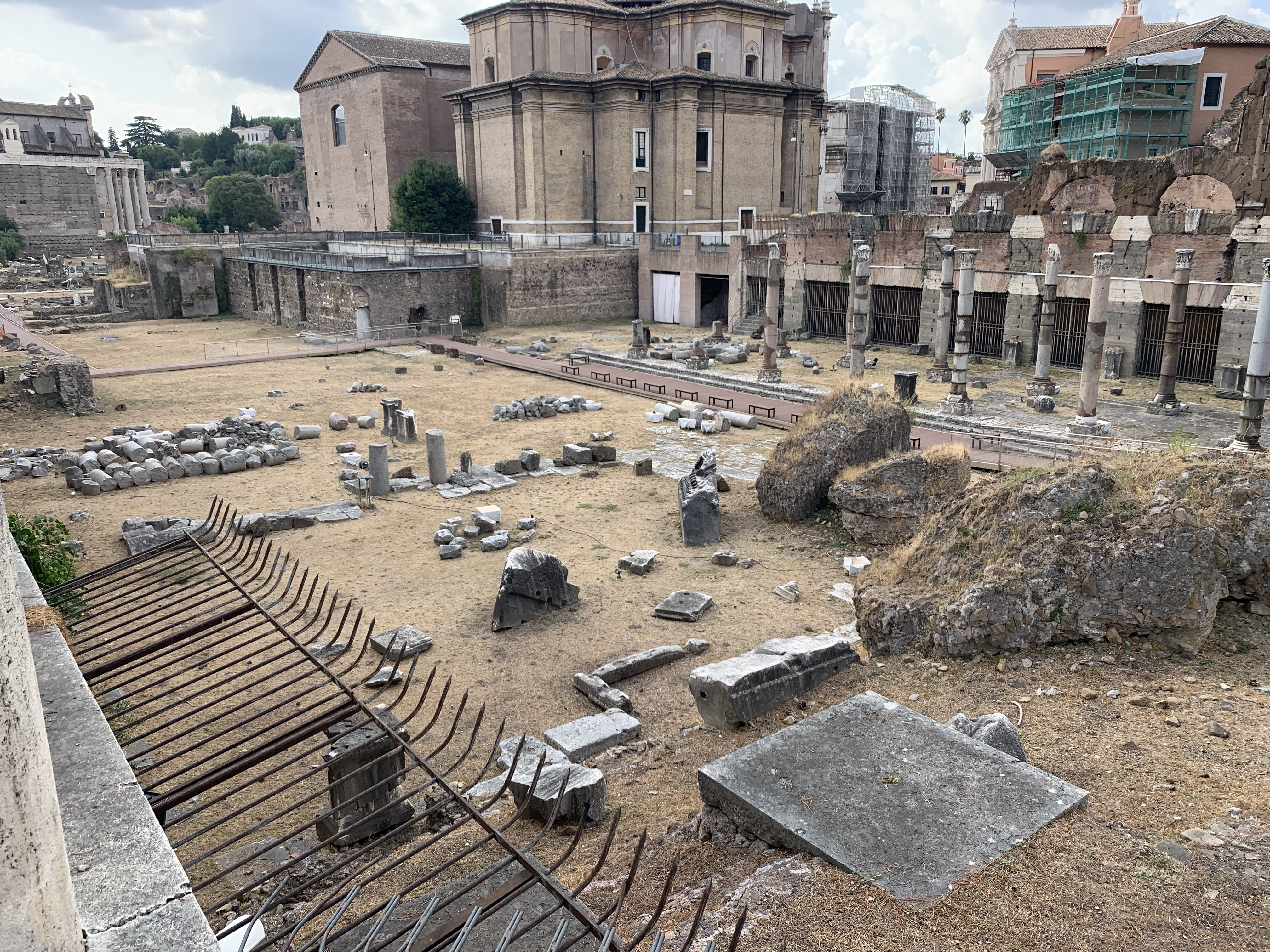

## La via dei Fori

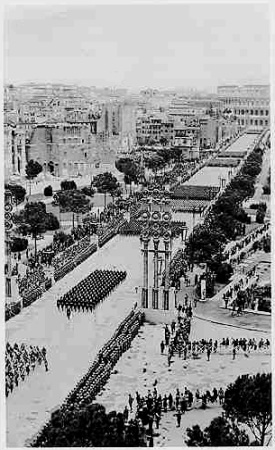
La via dei Fori in una parata durante il fascismo

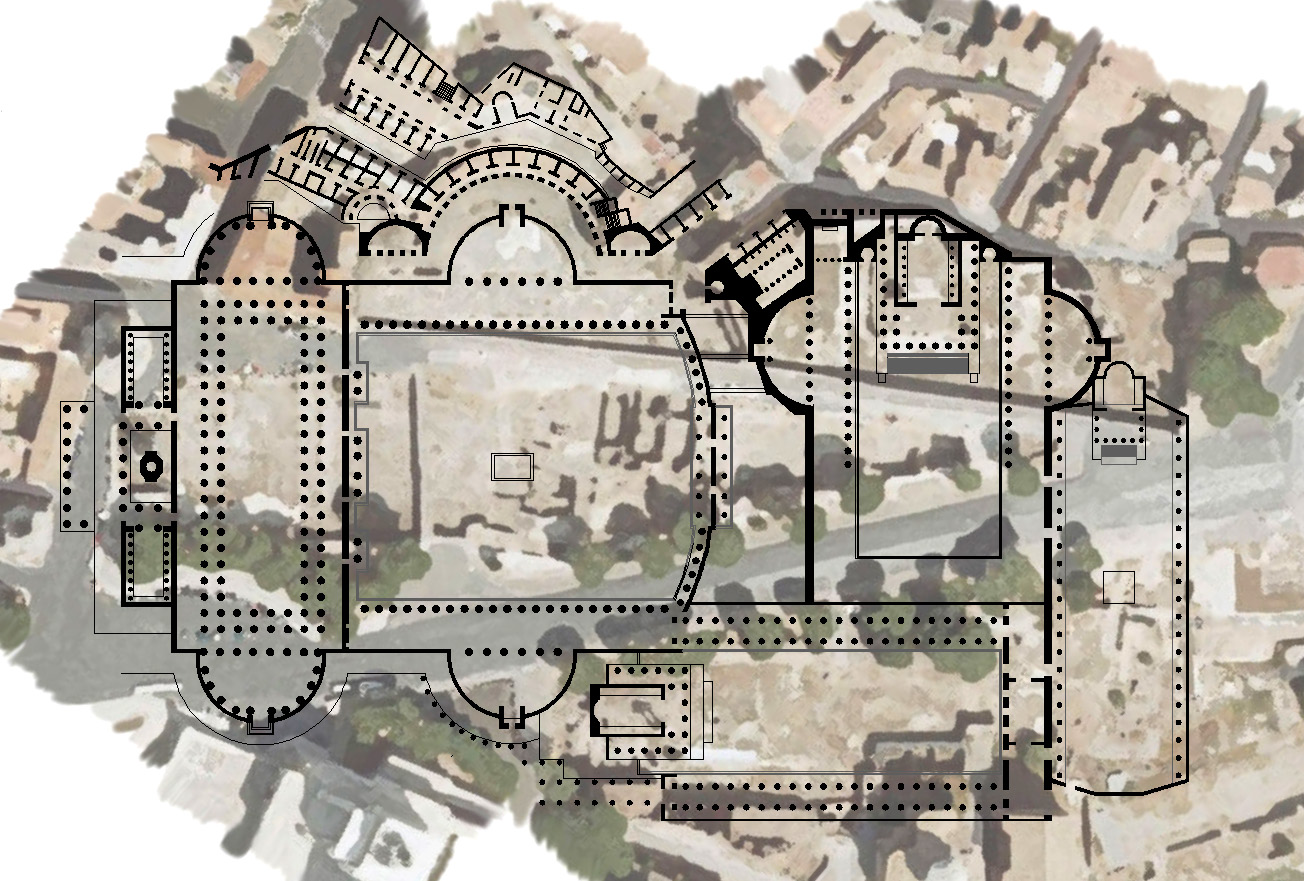
Pianta dei quattro Fori imperiali sovrapposta all'attuale urbanistica dell'area

Già nei piani regolatori romani del 1873, 1883 e 1909 si prevedeva di aprire una strada tra piazza Venezia e il Colosseo, quindi sul tracciato dell'attuale via dei Fori Imperiali. Il progetto va inserito nell'urbanistica dell'epoca, che prevedeva l'apertura nei centri cittadini di ampie strade di collegamento realizzate tramite sventramenti del tessuto edilizio antico. Inoltre, l'idea di riportare alla luce ciò che restava dei fori imperiali, sepolti sotto l'edificazione rinascimentale, era viva già nell'Ottocento e alcuni limitati interventi erano già stati effettuati, nell'area del Foro di Traiano.
Tra il 1928 e il 1932, e dunque durante il ventennio fascista, si riprese sia l'idea della strada di collegamento, sia quella di rendere visibili gli edifici imperiali. Per realizzare il progetto, furono sgomberati e demoliti tutti gli edifici medievali e moderni che occultavano i resti dei fori, così da favorire il riemergere delle strutture antiche sottostanti. Fu progettata un'ampia via rettilinea bordata da giardini, per collegare Piazza Venezia al Colosseo da cui fossero visibili le grandiose rovine. La via fu inaugurata da Mussolini il 28 ottobre del 1932 e da quel momento accolse le parate militari del regime. La strada, chiamata via dell'Impero, nel 1945 assunse il nome attuale di via dei Fori Imperiali. A partire dal 1950, vi si svolge l'annuale parata del 2 giugno in occasione della Festa della Repubblica Italiana.
A partire dagli anni settanta si discusse dell'eventualità di eliminare la via, per varie motivazioni. Dal punto di vista archeologico, ciò avrebbe permesso di ristabilire l'unità dei fori imperiali, in quanto essa taglia trasversalmente l'area archeologica dei fori; inoltre, poiché all'epoca la strada era ancora aperta al traffico automobilistico, ciò alimentava preoccupazioni per la conservazione dei resti archeologici, che potevano essere danneggiai dai gas di scarico degli autoveicoli. Infine, la proposta di smantellamento della strada aveva anche motivazioni ideologiche, essendo vista come un simbolo dell'epoca fascista. La proposta di demolizione della strada suscitò aspre polemiche, non ancora sopite; si formarono così due schieramenti, a favore e contro.
Il problema dei danni derivanti dall'inquinamento atmosferico dovuto all'inteso traffico che interessava la strada fu risolto con la pedonalizzazione, attuata dapprima periodicamente su iniziativa del sindaco Luigi Petroselli e dell'archeologo Antonio Cederna, nel gennaio 1981, quindi in maniera definitiva dal sindaco Ignazio Marino, che nell'agosto 2013 ne chiuse al traffico privato la metà compresa tra Largo Ricci e il Colosseo. 
Nuovi scavi sono stati realizzati a partire dagli anni novanta in diverse aree precedentemente sistemate a giardino, ai lati della strada, ad opera della Sovrintendenza capitolina ai beni culturali, dipendente dal comune di Roma, e della Soprintendenza Speciale Archeologia Belle Arti e Paesaggio di Roma, dipendente dal MiBAC. Anche questo intervento suscitò polemiche e venne criticato per vari motivi, tra cui il peggioramento dell'aspetto della zona, privata del verde ad allori e pini che incorniciava la visione delle grandiose rovine.
Tra gli anni novanta e gli anni duemila, anche le zone archeologiche già scavate negli anni trenta sono state oggetto di nuove indagini. Tra i risultati più significativi si ricorda la scoperta della reale collocazione della statua equestre di Traiano, che si immaginava fosse al centro del foro e che invece era posta venticinque metri verso sud, lungo l'asse centrale.